# Rörelseform
Rörelseform på järnväg kan antingen vara siktrörelse eller säkrad rörelse.

## Siktrörelse
Siktrörelse kan förekomma på alla spår och innebär att man aldrig får köra fortare än att man kan stanna om något hinder skulle dyka upp, Generellt gäller maximalt 30 km/h.
Växling är alltid siktrörelse. Tåg är normalt inte siktrörelse men kan vara det ibland, exempelvis vid signalfel.

## Säkrad rörelse
Säkrad rörelse kan bara förekomma på huvudspår med tåg eller spärrfärd. Vid säkrad rörelse garanteras genom säkerhetssystemet att det på en sträcka av x meter (normalt minst 1 000) framåt inte finns några hinder och att alla växlar ligger rätt.
Tåg och spärrfärd kan då framföras med den största tillåtna hastighet som medges av banan och fordonen.

## Äldre betydelse
För den äldre betydelsen av rörelseform, se trafikverksamhet